# 擬三棘魨
擬三棘魨（学名：Triacanthodes anomalus），又名擬三刺魨、三刺魨、三腳釘、三角狄，为輻鰭魚綱魨形目擬三刺魨亞目擬三棘魨科擬三刺魨屬下的一个种，為熱帶海水魚，分布於西太平洋區，從日本駿河灣、朝鮮半島至台灣、香港等海域，體長可達10公分，棲息在沙泥底質的大陸棚，生活習性不明。